# Берюхівська волость
Берюхівська волость — історична адміністративно-територіальна одиниця Путивльського повіту Курської губернії.
Станом на 1886 рік складалася з 85 поселень, 25 сільських громад. Населення — 5395 осіб (2622 осіб чоловічої статі та 2773 — жіночої), 834 дворових господарств.
|                     | Площа, десятин | У тому числі орної, дес. |
| ------------------- | -------------- | ------------------------ |
| Сільських громад    | 6782           | 5671                     |
| Приватної власності | 4080           | 3255                     |
| Казенної власності  | —              | —                        |
| Іншої власності     | 75             | 65                       |
| Загалом             | 10937          | 8991                     |

Найбільші поселення волості:
- Берюх — село при річках Берюха та Клевень за 13 верст від повітового міста, 405 осіб, 60 дворів, православна церква, школа. За версту — каменоломня.
- Вощинине — село при річці Берюха, 415 осіб, 45 дворів, православна церква.